# Dean Potter
Dean Potter (ur. 14 kwietnia 1972 w New Hampshire, zm. 16 maja 2015 w Yosemite Valley) – amerykański wspinacz, miłośnik sportów ekstremalnych, w tym wspinaczki solowej, highline oraz skoków BASE. Dokonał wielu pierwszych przejść w Utah i Yosemite, wielokrotnie bił rekordy szybkości przejść słynnych dróg skalnych w dolinie Yosemite, w tym drogi The Nose na El Capitan. Był mężem amerykańskiej wspinaczki Steph Davis.
W maju 2006 roku dokonał pierwszego udokumentowanego wejścia na Delicate Arch, wywołując kontrowersje związane z późniejszym znalezieniem na tej skale wyżłobień spowodowanych tarciem liny. W rezultacie dyrekcja Parku Narodowego Arches zakazała wspinaczki na obiekty posiadające nazwę własną oraz wytyczania nowych dróg wspinaczkowych na terenie całego parku. Ucierpiał na tym również publiczny wizerunek przedsiębiorstwa Patagonia produkującej sprzęt turystyczny i sponsorującej Pottera.
Dean Potter zginął w wypadku podczas skoku BASE wykonywanego w wingsuicie.